# Молодая партия «Народной воли»
Молодая партия «Народной воли» — революционная народническая организация, возникшая в результате раскола «Народной воли».

## История
Возникновение «Молодой партии „Народной воли“» было вызвано разногласиями по организационным и тактическим вопросам между руководством «Народной воли» и Рабочей группой, возникшей на основе Студенческой организации «Народной воли», изменой С. П. Дегаева и тем, что находившиеся за границей члены Исполнительного комитета М. Н. Ошанина и Л. А. Тихомиров скрыли её от местных организаций. Дегаев входил в Центральную группу Военной организации «Народной воли», был хозяином тайной народовольческой типографии в Одессе. В. Н. Фигнер ввела его в Исполнительный комитет. 18 декабря 1882 года Дегаев был арестован. Полиция произвела обыск в его квартире и обнаружила типографию. Жандармский полковник Г. П. Судейкин склонил его к предательству и 15 января 1883 года организовал ему фиктивный побег. Дегаев выдал Фигнер и Военную организацию «Народной воли». После ареста Фигнер Исполнительный комитет перестал существовать, так как Ошанина и Тихомиров в 1882 году уехали за границу, а другие члены Исполнительного комитета были арестованы ранее. В мае 1883 года Дегаев признался в своём предательстве Ошаниной и Тихомирову. Они потребовали, чтобы он убил полковника Судейкина. Однако Дегаев не выполнил своё обещание, поэтому в августе 1883 года Ошанина вызвала его в Париж и предупредила, что если он не убьёт Судейкина, будет убит сам. 16 декабря 1883 года В. П. Конашевич и Н. П. Стародворский убили Судейкина в квартире Дегаева. Вскоре он уехал за границу.
Измена Дегаева и сокрытие её Ошаниной и Тихомировым привели к возникновению оппозиции. Её ядро составили Рабочая группа и Союз молодёжи, образовавшиеся на основе Студенческой организации «Народной воли». Лидеры Рабочей группы Н. М. Флеров, В. А. Бодаев и И. И. Попов предлагали расширить самостоятельность местных организаций, заменить Исполнительный комитет, пополняемый путём кооптации, Центральным комитетом, избираемым на съезде партии, перенести акцент с террора против правительства на пропаганду среди рабочих и в исключительных случаях допускали фабричный и аграрный террор, то есть убийство фабрикантов и помещиков. Когда обнаружилась измена Дегаева, лидер Союза молодёжи П. Ф. Якубович поддержал предложения Рабочей группы. Они были впервые сформулированы на съезде народовольцев в Санкт-Петербурге 17—19 октября 1883 года. Хотя в основу решений съезда были положены предложения Рабочей группы, она не участвовала в съезде, так как на нём присутствовал Дегаев, и П. Ф. Якубович не хотел, чтобы он знал Рабочую группу. В конце января — начале февраля 1884 года в Париже состоялся съезд «Народной воли». В нём участвовали П. Л. Лавров, Г. А. Лопатин, М. Н. Ошанина, Л. А. Тихомиров, Г. Ф. Чернявская, Н. М. Салова, В. И. Сухомлин, В. А. Караулов, А. Н. Кашинцев, Н. С. Русанов, Э. А. Серебряков, Л. К. Бух и представитель польской марксистской организации «Пролетариат» С. Ч. Куницкий. Съезд принял решение создать Исполнительный комитет в России, расширить права местных организаций, усилить пропаганду среди рабочих, издать № 10 газеты «Народная воля» и убить министра внутренних дел Д. А. Толстого. Участники съезда решительно отвергли фабричный и аграрный террор. Парижский съезд избрал Центральную группу; кандидатов в неё назначили Ошанина и Тихомиров, съезд только утвердил их. В Центральную группу вошли М. Н. Ошанина, Л. А. Тихомиров, Г. А. Лопатин, Н. М. Салова, В. И. Сухомлин, С. А. Иванов, К. А. Степурин, В. С. Гончаров, А. Н. Бах и представитель оппозиции М. П. Овчинников. Ошанина и Тихомиров должны были до восстановления партии оставаться за границей, издавать «Вестник Народной воли» и хранить адреса и пароли для связи с местными организациями. Из состава Центральной группы была выделена Распорядительная комиссия. Она должна была объединить местные организации, организовать типографию для издания № 10 газеты «Народная воля» и подготовить покушение на министра внутренних дел Д. А. Толстого. В Распорядительную комиссию были избраны Г. А. Лопатин, Н. М. Салова и В. И. Сухомлин.
В марте 1884 года они вернулись в Россию и начали переговоры с «молодыми» народовольцами. Из «молодых» наибольшее стремление к преодолению раскола проявил Н. М. Флеров, из Распорядительной комиссии — Н. М. Салова. 1 апреля 1884 года было провозглашено образование «Молодой партии Народной воли». Программа организации, написанная П. Ф. Якубовичем, предусматривала замену Исполнительного комитета Центральным комитетом, избираемым на съезде партии. Центральный комитет имел исключительное право издавать центральный орган партии и совершать террористические акты против правительства. Местная организация состояла из центральной группы и подгрупп. В местную центральную группу избирались представители «главнейших» подгрупп, признанных не только местной центральной группой, но и агентом Центрального комитета. Такие подгруппы были самостоятельны в своих внутренних делах. Местные организации имели право выпускать местные периодические издания и совершать террористические акты против помещиков, фабрикантов и представителей местной власти. Наряду с местными организациями существовали специальные: рабочая, военная, Союз молодёжи, типография, паспортный стол. Они непосредственно подчинялись Центральному комитету.
Однако «Народная воля» была ослаблена многочисленными арестами, местные организации, кроме московской и киевской, не поддержали «Молодую партию». Поэтому 1 июня 1884 года было заключено соглашение между Центральной группой и «Молодой партией „Народной воли“». Оно предусматривало восстановление единства партии. Центральная группа признавала необходимость социалистической пропаганды среди рабочих и предоставления большей самостоятельности местным организациям. «Молодые» народовольцы временно отказались от фабричного и аграрного террора; вопрос о нём остался открытым. Впоследствии «молодые» народовольцы сами поняли его аморальность и бессмысленность. Они не совершили ни одного террористического акта такого характера. «Молодые» и «старые» народовольцы совместно выпустили № 10 газеты «Народная воля». Он печатался в двух типографиях: ростовской и дерптской. Ростовскую типографию организовали С. А. Иванов и А. Н. Бах, дерптскую — П. Ф. Якубович. Хозяевами ростовской типографии были З. В. Васильев и Р. Р. Кранцфельд, дерптской — В. А. Переляев. К концу сентября работа была завершена. Преодоление раскола и выпуск № 10 «Народной воли» означали преодоление организационного кризиса, и только случайный арест Г. А. Лопатина и последовавшие за ним массовые аресты народовольцев прервали этот процесс. После этого «Народная воля» распалась на отдельные группы.